# No More (Lied)

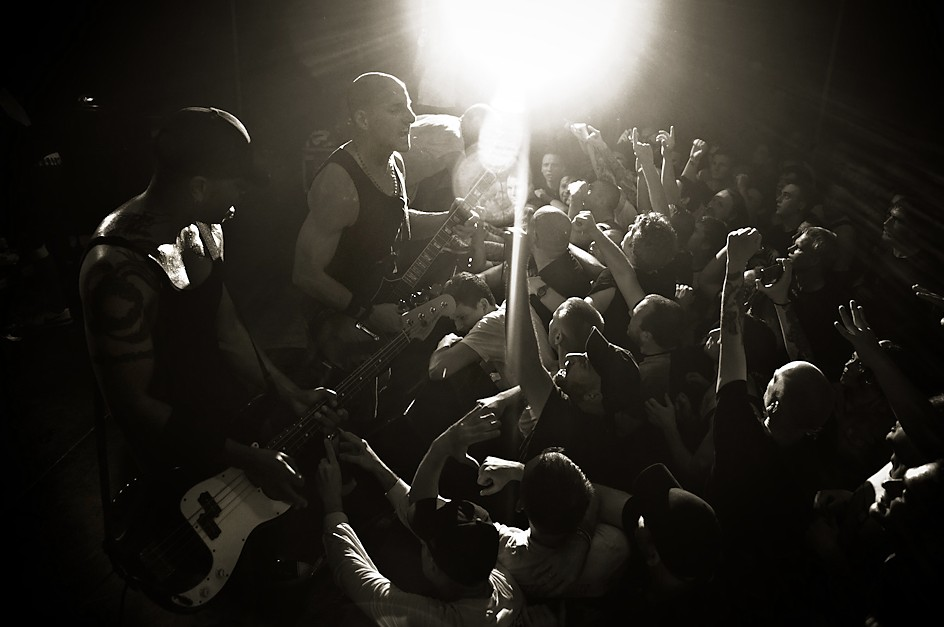
Youth of Today (2010)

No More ist ein 1988 erschienener Song der Hardcore-Band Youth of Today. Er erschien auf dem Album We’re Not in This Alone. Der Song thematisierte Tierrechte und war eine Hymne für den Veganismus. Er erreichte eine Breitenwirkung in der Szene. In seiner Folge wurden zahlreiche Hardcore-Punks vegetarisch oder vegan.
No More war damit für viele das Symbol, als sich Punk und Straight Edge von einer vor allem auf das Eigene und die eigene Szene bezogene Verhalten in Richtung eines zielgerichteten gesellschaftspolitischen Engagement entwickelten. Youth of Today gelten als diejenigen, die Vegetarismus und Veganismus in die Szene eingeführt haben.

## Entstehung
Ende der 1980er, als der Song entstand, war Vegetarismus oder gar Veganismus gesellschaftlich kaum verbreitet und bekannt. Innerhalb der Hardcore-Szene gab es bereits vegane Bands wie Vegan Reich oder Statement, aber selbst innerhalb der überschaubaren Straight-Edge-Szene führten sie ein Nischendasein. Vegetarismus war auch innerhalb der Punk- und Straight-Edge-Szene Neuland. Straight Edge hatte sich zu Beginn der 1980er aus der Punk-Szene entwickelt. Aufgrund der Erfahrungen und Probleme, die die Punk-Szene mit Alkohol und anderen Drogen gemacht hatte, verzichteten Straight-Edge-Punks darauf, jegliche Drogen zu konsumieren. Zielrichtung war hier die Wirkung, die die Drogen direkt auf den eigenen Körper anrichteten. John Porcelly, der Songschreiber, erinnert sich: „Ich und Ray [Cappo] waren beide Vegetarier.. Ray wollte einen Song über Vegetarismus schreiben.. es war so ein fremdes Konzept für die meisten Leute. Wir dachten [...] wollen wir das wirklich machen? Werden die Leute es annehmen, oder werden sie es vollkommen seltsam finden? [...] Und dann, war es einfach eine Idee deren Zeit gekommen war.“

## Der Song
Neben dem deutlichen Motto „No More“ („Nicht mehr“), thematisiert der Song auch innerhalb der Strophen Folgen des Fleischkonsums sowie Tierrechte. Cappo beginnt damit, dass Fleischessen ein Verbrechen ist, für das Lebewesen sterben müssen. Dann stellt er fest, dass er nicht mehr (No more!) daran teilnehmen wird. Und schließlich, dass es nicht nur er ist, sondern dass sich eine vegetarische Bewegung bildet, deren Zahlen stetig steigen. Denn die Menschen bilden sich. Insgesamt behandelt der Song das Thema extrem verknappt. Neben dem Refrain hat er einen nur 17 Zeilen kurzen Text. So lauten signifikante Zeilen: „Meateating; Flesheating, Think About it / So callous a crime we commit“ (dt.: „Tierfleisch essen / Menschenfleisch essen, denk drüber nach / Wir verüben ein so gefühlloses Verbrechen“).
Musikalisch hingegen unterscheidet sich No More kaum von dem, was damals in der Szene üblich war, er ist ein typischer New-York-Hardcore-Song der späten 1980er mit deutlich hörbaren Metal-Anteilen. Kurze, schnelle Teile insbesondere um den Refrain und gesungene Bestandteile des Songs wechseln sich ab mit wesentlich langsameren und längeren Stücken, die vor allem rein musikalisch funktionieren. Wichtig war auch das Video: Hier werden verschiedene Szenen aus Schlachthöfen (erhalten von PETA) mit New Yorker Straßen- und Konzertszenen zusammengeschnitten, in denen die Band und ihre Freunde unter anderem „No“ an Wände sprühen, Metzgerwagen verjagen und andere Freunde vom Fleischkonsum abhalten.

## Wirkung
Porcell erinnerte sich 1997  „Nach dem Youth-of-Today-Song No More wurde praktisch die ganze Szene vegetarisch. [...] Wenig später wurden vegetarisch sein und Straight Edge synonym.“ Auch wenn die Straight-Edge-Bewegung ihren Punk-Ursprüngen nach individualistisch und dementsprechend vielfältig war, so galt doch bald „vegetarisch“ als zentrale Grundannahme, die auch von szenefremden Medien wie der New York Times 1995 wiedergegeben wurde.
Nachdem No More nicht auf die befürchteten befremdeten Reaktionen gestoßen war, sondern positiv aufgenommen wurden, folgten in schneller Abfolge weitere Songs ähnlichen Inhalts. Die New Yorker Straight-Edge-Band Gorilla Biscuits veröffentlichte noch 1988 Cats and Dogs mit der Zeile „My true compassion is for all living things, and not just the ones that are cute“ (dt. „Mein wahres Mitgefühl gilt allen lebenden Wesen und nicht nur denen, die süß sind.“), die Cro-Mags dann 1989 Death Camps. Earth Crisis, die Band, die die Vorzeigeband der veganen Straight-Edge-Bewegung werden sollte, entstand ebenfalls 1989.
Seit Ende der 1980er bilden Vegetarismus und oft auch Veganismus einen festen Bestandteil der Straight-Edge-Ideologie. Viele Ex-Punks haben diesen Vegetarismus und Veganismus oft als einzige Einstellung ihrer Punkzeit beibehalten, womit der Straight-Edge-induzierte Vegetarismus und Veganismus weit die Grenzen der Straight-Edge- und Punk-Szene verlassen hat. Hier lag eine der Quellen für die weitere Verbreitung des Vegetarismus in der Gesellschaft. Auch wenn Youth of Today nicht die ersten waren, die den Vegetarismus in ihren Lyrics erwähnten, so waren sie die erste bekannte Band und konnten eine dementsprechende Breitenwirkung erzielen.